# جون فين
جون فين (John Bennett Fenn)؛ (15 يونيو 1917 - 10 ديسمبر 2010)، عالم كيمياء أمريكي. تقاسم مع كويشي تناكا وكورت فوتريخ جائزة نوبل في الكيمياء لسنة 2002.
حصل على دكتوراه من جامعة ييل وأمضى ثلاثة سنوات في جامعة برنستون كمدير مشروع (SQUID). عاد بعد ذلك في جامعة ييل في سنة 1962 واضطر للخروج منها سنة 1987 بسبب وصوله لسن التقاعد ولكنه كان يعارض هذا الأمر فقرر العمل في مختبر أصغر. بدأ عندها في العمل في بحثه الذي حصل عليه جائزة نوبل وكان قد بدأ البحث بعد بلوغه السن السبعين. في سنة 1994 التحق بجامعة فيرجينيا كومنولث.

## النشأة والتعليم
وُلد فين في مدينة نيويورك، ونشأ في هاكنساك بولاية نيو جيرسي. في السنوات التي سبقت الكساد الكبير، عمل والد فين في عدة وظائف مختلفة، بما في ذلك العمل لفترة وجيزة كرسام في شركة فوكر للطائرات. خلال هذا الوقت، خُزنت طائرة تشارلز ليندبيرغ (روح سانت لويس) لفترة وجيزة في أحد حظائر طائرات الشركة. يتذكر فين الجلوس في قمرة القيادة عندما كان في العاشرة من عمره، متظاهرًا بقيادة الطائرة الشهيرة. عندما اتخذت ثروة أسرته منعطفًا نحو الأسوأ مع حلول الكساد، انتقلوا إلى بيريا بولاية كنتاكي، لأن عمته هيلين دينغمان، التي كانت في كلية بيريا، وافقت على مساعدة الأسرة. أكمل فين تعليمه في كلية بيريا ومدارس الحلفاء، وأنهى تعليمه الثانوي رسميًا في سن الخامسة عشرة، لكنه أخذ دروسًا إضافية لمدة عام آخر بدلًا من بدء الكلية في مثل هذا العمر الصغير. حصل على درجة البكالوريوس من كلية بيريا في مسقط رأسه الجديد، بمساعدة الفصول الصيفية في الكيمياء العضوية في جامعة آيوا، والكيمياء الفيزيائية في جامعة بيردو.
عندما كان فين يفكر في كلية الدراسات العليا، نُصح بأخذ دورات إضافية في الرياضيات على يد هنري بنت، ثم أستاذ الكيمياء في جامعة هارفارد. تطلب برنامج البكالوريوس في الكيمياء الحد الأدنى من دورات الرياضيات، وأُعفي من ذلك بسبب درجاته المرتفعة في دورات المدرسة الثانوية. بسبب نصيحة بنت، أضاف فين دروس الرياضيات لجدوله. على الرغم من نجاحه المستقبلي، شعر فين دائمًا بأن افتقاره إلى المهارات الرياضية كان عائقًا في مساره المهني. بعد تقديم العديد من الطلبات، تلقى فين عروضًا كمدرس مساعد من جامعة ييل وجامعة نورث وسترن، وقبل المنصب في جامعة ييل. قام فين بدراساته العليا في الكيمياء الفيزيائية تحت إشراف غوستا أكيرلوف. حصل على الدكتوراه في الكيمياء من جامعة ييل في عام 1940 وكان طول أطروحته 45 صفحة، بها ثلاث صفحات فقط من النثر.

## مسار مهني بحثي ومناصب أكاديمية
بعد الانتهاء من الدراسات العليا، كانت أول وظيفة لـفين في شركة مونسانتو، التي تعمل في توزيع الفوسفات وتنتج ثنائي الفينيل متعدد الكلور. أصبح فين وزميله في العمل جيمس مولين مستائين من اتجاه العمل في مونسانتو، واستقالا معًا في عام 1943. عمل فين لفترة وجيزة في شركة صغيرة تُسمى كيماويات شاربلز التي ركزت على إنتاج مشتقات كلوريد الأميل.
في عام 1952، انتقل فين إلى جامعة برنستون كمدير لمشروع سكويد، وهو برنامج لدعم البحث المتعلق بدفع الطائرات الذي موله مكتب البحوث البحرية. خلال هذه الفترة، بدأ فين عمله في تطوير مصادر أشعة ذرية وجزيئية فوق صوتية، والتي تُستخدم الآن على نطاق واسع في أبحاث الفيزياء الكيميائية. بعد العمل مع مشروع سكويد، عاد فين إلى جامعة ييل في عام 1967. وشغل منصبًا مشتركًا في أقسام الكيمياء والهندسة حتى عام 1987، وأجرى الكثير من أبحاثه في مختبر ماسون. في عام 1987، وصل فين إلى سن التقاعد الإلزامي في جامعة ييل. أصبح أستاذًا فخريًا بحيث يخوله المنصب للحصول على مساحات مكتبية في الجامعة، لكنه يكلفه معظم مساحة المختبر ومساعديه في الأبحاث.

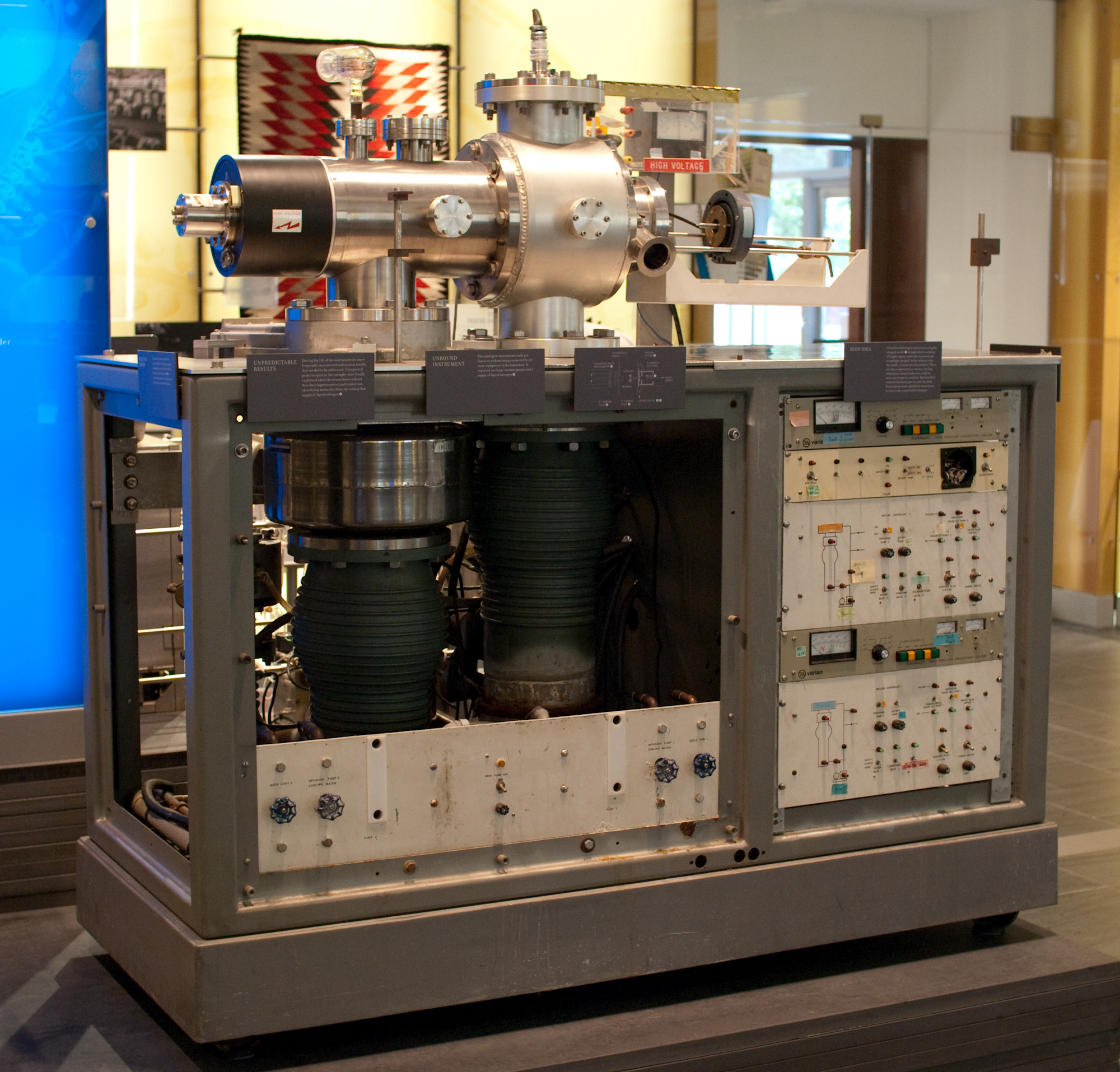
يتم عرض الأداة التي استخدمها Fenn وزملاؤه لتطوير ESI في متحف مؤسسة التراث الكيميائي في فيلادلفيا ، بنسلفانيا

بعد نزاع مع جامعة ييل حول تقاعده القسري وحقوق اختراعه للتأين بالترذيذ الإلكتروني، انتقل فين إلى ريتشموند بولاية فيرجينيا للانضمام إلى قسم الكيمياء في جامعة فرجينيا كومنولث كأستاذ كيمياء تحليلي. أنشأت جامعة فرجينيا كومنولث قسمًا للهندسة في أواخر التسعينيات من القرن العشرين، وشغل فين منصبًا مشتركًا بين القسمين كأستاذ حتى وفاته. حتى في الثمانينيات من عمره، استمتع فين بفرصة وجوده في المختبر لإجراء أبحاث، قائلًا: «أحب الاختلاط وتبادل الخبرات مع الشباب. إنه يخرجني إلى الطريق من المنزل».

## الحياة الشخصية
تزوج فين من مارغريت ويلسون في نهاية سنته الثانية من الدراسات العليا. معًا، أنجبا ثلاثة أطفال - ابنتين وابن. قُتلت مارغريت في حادث سيارة في نيوزيلندا في عام 1992. تزوج فين للمرة الثانية، تُدعى زوجته الثانية فريدريكا. تُوفي في ريتشموند بولاية فيرجينيا في 10 ديسمبر عام 2010، عن عمر يناهز 93 عامًا، بعد 8 سنوات بالضبط بعد استلامه جائزة نوبل. عاش فين مع فريدريكا وأطفاله الثلاثة وسبعة أحفاد وأحد عشر من أبناء الأحفاد: أنيكا فين غيلمان ونورا فين غيلمان ودومينيك براون وآرون هولواي وميشيل هولواي وداماريون هولواي وتيريل هولواي وإليواز ويتنجتون وجي سي ليزلي ومانون ليزلي ودينو شتاينبرغ.

## روابط خارجية
- جون فين على موقع الموسوعة البريطانية (الإنجليزية)
- جون فين على موقع مونزينجر (الألمانية)
- جون فين على موقع إن إن دي بي (الإنجليزية)